# Theridion societatis
Theridion societatis är en spindelart som beskrevs av Lucien Berland 1934. Theridion societatis ingår i släktet Theridion och familjen klotspindlar. Inga underarter finns listade i Catalogue of Life.